# Desastres em 1991
Nesta página encontrará referências aos desastres ocorridos durante o ano de 1991.

## março
- 19 de março - Uma forte enchente atinge a cidade de São Paulo, deixando vários lugares completamente alagados, inclusive a sede do SBT, que na época, ficava na Vila Guilherme. Vários equipamentos ficaram estragados.

## agosto
- 8 de agosto - a Torre de rádio de Varsóvia com 647 m de altura, desaba.